# Łuki (Ukraina)
Łuki, Koniuszki Siemianowskie (ukr. Луки, Łuky) – wieś na Ukrainie, w obwodzie lwowskim, w rejonie samborskim. W 2015 roku liczyła 935 mieszkańców. 
W pobliżu znajdują się przystanki kolejowe Łuki i Koniuszki (hist. Koniuszki Siemianowskie), położone na linii Obroszyn – Sambor.

## Historia
Wieś została założona w 1443 roku. W II Rzeczypospolitej miejscowość była siedzibą gminy wiejskiej Koniuszki Siemianowskie w powiecie rudeckim, w województwie lwowskim. 
Urodził się tu Maciej Bundzylak. 
W 1931 r. liczyła prawie 818 mieszkańców, wśród których Polacy stanowili zdecydowaną większość. W latach 1944–1945  nacjonaliści ukraińscy z OUN - UPA zamordowali w różnych okolicznościach 17 Polaków i 20 Ukraińców.